# Jo Nesbø
Jo Nesbø (/ˈjuː ˈnesbøː/), né le 29 mars 1960 à Oslo, est un écrivain, musicien et scénariste norvégien, auteur de roman policier et de littérature d'enfance et de jeunesse.
Il est diplômé en économie et en analyse financière de la Norwegian School of Economics (Norges handelshøyskole) et travaille à la fois en tant que courtier en actions et journaliste, en plus d'être chanteur et auteur-compositeur dans le groupe pop Di Derre. Les livres de Jo Nesbø sont publiés dans plus de 50 langues et sont vendus à plus de 55 millions d'exemplaires.

## Biographie
Jo Nesbø est né à Oslo le 29 mars 1960 et a principalement grandi à Molde après avoir déménagé là-bas lorsqu'il avait 8 ans,. Il a été baptisé Jon Nesbø. Ses parents voulaient le baptiser Jo, mais le prêtre a estimé que Jo n'était pas un vrai prénom. Il a donc été nommé d'après son arrière-grand-père Jon, mais a changé de prénom pour Jo lorsqu'il a eu 16 ans.
La mère de Jo Nesbø était bibliothécaire, il s'est donc intéressé tôt à la littérature. À l'âge de 15 ans, il a appris que son père s'était engagé comme combattant de première ligne sur le front de l'Est du côté allemand lors de la Seconde Guerre mondiale. Selon Nesbø, la connaissance de la trahison de son père a contribué à le façonner et à influencer son évaluation des choix que font les autres.
À l'âge de 17 ans, il a fait ses débuts pour le club de football de Molde. Avec Bernt Roald comme entraîneur, ils ont remporté la finale de la Norway Cup contre Os en 1978 (meilleur joueur et chaussure d'or). À l'automne, il a marqué deux buts importants contre le club de foot Rosenborg lorsqu'ils ont atteint la finale du championnat Junior-NM de Norvège. Nesbø a marqué avec Tor Gunnar Hagbø lorsqu'ils ont remporté la finale contre Mjøndalen par 2 à 1. Il a été contraint de mettre fin à sa carrière de football après s'être rompu les ligaments croisés des deux genoux.
Puis Nesbø a effectué son service militaire dans le Nord de la Norvège. Initié à la musique par son frère ainé, Jo a gardé cette passion pour toute sa vie. Plus tard, son frère et lui ont créé le groupe de musique pop Di Derre et ont joué dans un club où ils ont retenu attention des représentants d'une maison des disques.
En même temps, Nesbø s'est accroché à son travail de courtier en actions, mais après un an de travail le jour et de jeu le soir, il en a eu assez. Il a pris un congé de six mois et a pris l'avion pour l'Australie. Peu de temps avant, un employé de maison d'édition avait demandé à Nesbø s'il ne voulait pas écrire un livre. Au cours du vol de trente heures vers l'Australie, il a imaginé l'intrigue du roman L'homme chauve-souris, et le manuscrit a été écrit pendant les cinq semaines de vacances.

## Analyse de l'œuvre

### Débuts
Son premier roman policier, L'Homme chauve-souris (1997), remporte dès sa publication un grand succès public et critique. Il obtient le prix Riverton 1997 et, l'année suivante, le prix Clé de verre du meilleur roman policier scandinave de l'année, ce qui propulse son auteur sur le devant de la scène littéraire du polar scandinave. Il est parfois présenté comme le successeur de l'auteur suédois Henning Mankell.
Ses romans, assez proches de ceux de l'américain Michael Connelly et de son détective Harry Bosch, se révèlent moins lisses, moins politiquement corrects. En effet, les récits « se déroulent en Norvège, mais aussi à l'étranger, et sont l'occasion pour l'auteur de porter un regard acerbe sur son pays, dont il égratigne le modèle social-démocrate, mais aussi sur les autres cultures ».

### Un héros récurrent: l'inspecteur Harry Hole
Son héros récurrent, Harry Hole, un inspecteur de la police d'Oslo est le stéréotype même du policier bourru, alcoolique et grand accro au tabac, qui a peu d'amis et utilise parfois des méthodes peu orthodoxes pour résoudre ses enquêtes.
Ce héros peu commun exerce ses qualités de limier dans son pays et parcourt le monde au fil de ses enquêtes : l'Australie dans L'Homme chauve-souris (1997) (en norvégien : Flaggermusmannen), la Thaïlande dans Les Cafards (1998) (en norvégien : Kakerlakkene) et le Congo dans Le Léopard (2009) (en norvégien : Panserhjerte). Dans Rouge-gorge (2000) (en norvégien : Rødstrupe), qui se déroule au temps présent dans la capitale norvégienne, le récit, centré sur un soldat de la Seconde Guerre mondiale qui devient un serial killer, utilise une narration en deux temps qui évoque longuement les tranchées de Leningrad et la Vienne des années 1940.

### Diversification
En 2005, Jo Nesbø signe un premier scénario pour la télévision. En 2007, il écrit son premier roman pour la jeunesse, La Poudre à prout du professeur Séraphin (en norvégien : Doktor Proktors prompepulver) qui obtient un gros succès et est adapté au cinéma en 2014.

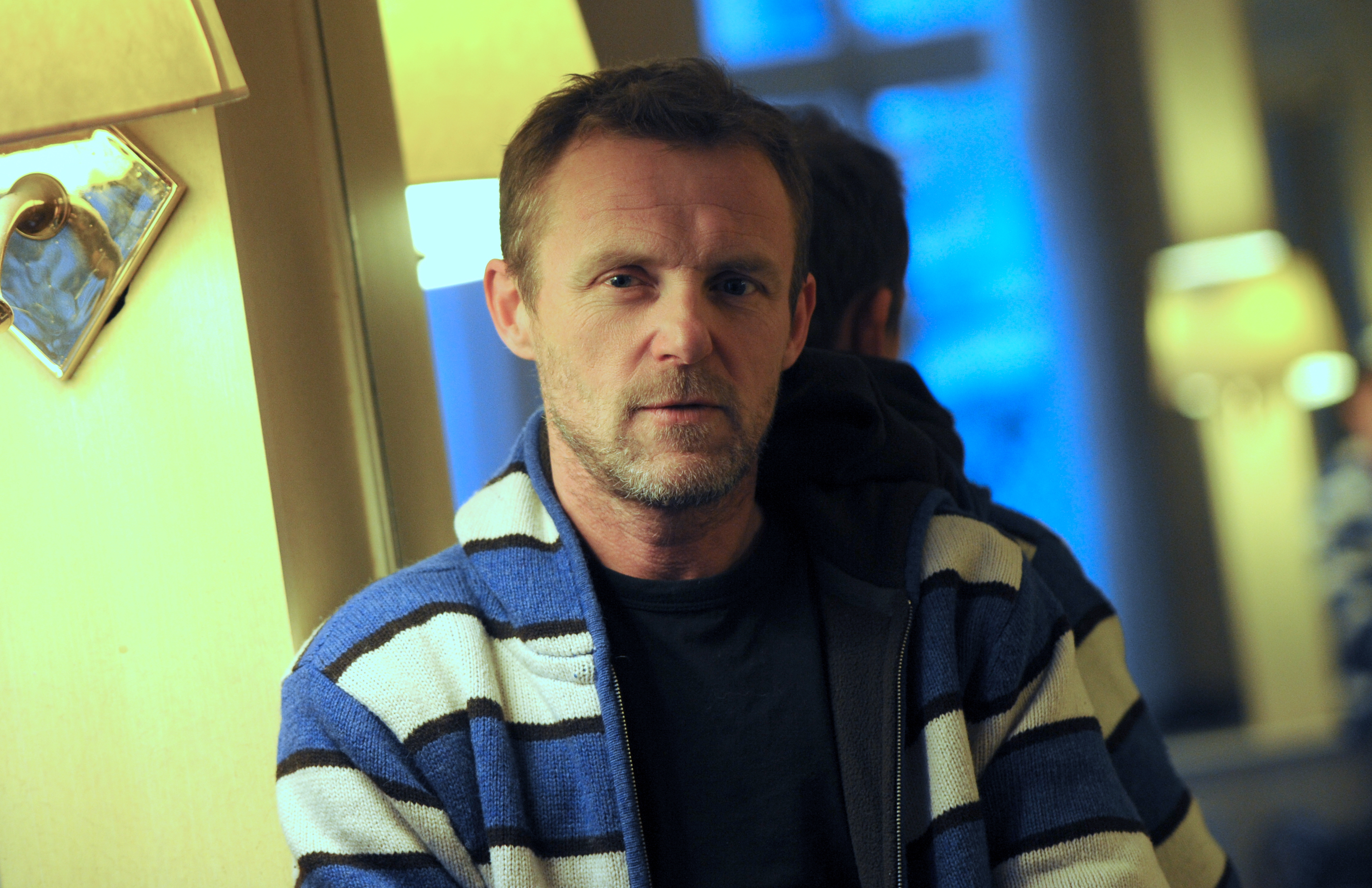
Jo Nesbø, le 15 décembre 2010 à Paris.

Non inclus dans la série de l'inspecteur Harry Hole, le thriller Chasseurs de têtes (2008) (en norvégien : Hodejegerne), est également adapté au cinéma sous le titre Headhunters (en norvégien : Hodejegerne) en 2011.
En 2021 paraît chez Gallimard Leur Domaine, roman qui raconte l'histoire de deux frères en prise avec leur passé, leur pays, leurs secrets. Stephen King salue un livre « original et spécial » tandis que Stéphanie Loré écrit : « Avec des mots énergiques, secs et acérés, le dernier roman de Jo Nesbø nous immerge dans les méandres étouffants d’une tragédie familiale pour nous parler de la complexité de nos motivations, de ce qu’il peut y avoir de monstrueux en l’humain, aussi d’amour inconditionnel. Hypnotique et dérangeant. »

## Œuvres

### Romans policiers

#### SérieHarry Hole
1. L'Homme chauve-souris, Gaïa, coll. « Polar », 2002 ((no) Flaggermusmannen, 1997)Prix Riverton 1997 et prix Clé de verre 1998. Réédition Gallimard, coll. « Folio policier » no 366, 2005
2. Les Cafards, Gaïa, coll. « Polar », 2003 ((no) Kakerlakkene, 1998)Réédition Gallimard, coll. « Folio policier » no 418, 2006
3. Rouge-gorge, Gaïa, coll. « Polar », 2004 ((no) Rødstrupe, 2000)Réédition Gallimard, coll. « Folio policier » no 450, 2007
4. Rue Sans-Souci, Gaïa, coll. « Polar », 2005 ((no) Sorgenfri, 2002)Réédition Gallimard, coll. « Folio policier » no 480, 2007
5. L'Étoile du diable, Gallimard, coll. « Série noire », 2006 ((no) Marekors, 2003)Réédition Gallimard, coll. « Folio policier » no 527, 2008
6. Le Sauveur, Gallimard, coll. « Série noire », 2007 ((no) Frelseren, 2005)Réédition Gallimard, coll. « Folio policier » no 552, 2009
7. Le Bonhomme de neige, Gallimard, coll. « Série noire », 2008 ((no) Snømannen, 2007)Réédition Gallimard, coll. « Folio policier » no 575, 2010
8. Le Léopard, Gallimard, coll. « Série noire », 2011 ((no) Panserhjerte, 2009)Réédition Gallimard, coll. « Folio policier » no 659, 2012
9. Fantôme, Gallimard, coll. « Série noire », 2013 ((no) Gjenferd, 2011)Réédition Gallimard, coll. « Folio policier » no 741, 2014
10. Police, Gallimard, coll. « Série noire », 2014 ((no) Politi, 2013)Réédition Gallimard, coll. « Folio policier » no 762, 2015
11. La Soif, Gallimard, coll. « Série noire », 2017 ((no) Tørst, 2017)Réédition Gallimard, coll. « Folio policier » no 891, 2019
12. Le Couteau, Gallimard, coll. « Série noire », 2019 ((no) Kniv, 2019)Réédition Gallimard, coll. « Folio policier » no 940, 2021
13. Éclipse totale, Gallimard, coll. « Série noire », 2023 ((no) Blodmåne, 2022)Réédition Gallimard, coll. « Folio policier » no 1050, 2025

#### SérieOlav Johansen
1. Du sang sur la glace, Gallimard, coll. « Série noire », 2015 ((no) Blod på snø, 2015)  (ISBN 978-2070145225)Réédition Gallimard, coll. « Folio policier » no 793, 2016
2. Soleil de nuit, Gallimard, coll. « Série noire », 2016 ((no) Mere blod, 2015)  (ISBN 978-2070145232)Réédition Gallimard, coll. « Folio policier » no 863, 2018

#### Autres romans policiers
- (no) Det hvite hotellet, 2007
- Chasseurs de têtes, Gallimard, coll. « Série noire », 2009 ((no) Hodejegerne, 2008)Réédition Gallimard, coll. « Folio policier » no 608, 2011
- Le Fils, Gallimard, coll. « Série noire », 2015 ((no) Sønnen, 2014)Trophée 813 du Meilleur roman étranger 2016 et prix Michel Witta. Réédition Gallimard, coll. « Folio policier » no 840, 2017
- Macbeth, Gallimard, coll. « Série noire », 2018 ((no) Macbeth, 2018), trad. Céline Romand-Monnier, 618 p.  (ISBN 978-2-0727-8605-1)Réécriture, sous forme de dystopie destinée à un public contemporain, de Macbeth, la célèbre tragédie de Shakespeare. Réédition Gallimard, coll. « Folio policier » no 913, 2020
- Leur domaine[15], Gallimard, coll. « Série noire », 2021 ((no) Kongeriket, 2020), trad. Céline Romand-Monnier, 640 p.  (ISBN 978-2-0728-9611-8)Réédition Gallimard, coll. « Folio policier » no 978, 2023
- Le Téléphone carnivore, Gallimard, coll. « Série noire », 2024 ((no) Natthuset, 2023), trad. Céline Romand-Monnier, 288 p.  (ISBN 978-2-07-302074-1)
- Les Maîtres du domaine, Gallimard, coll. « Série noire », 2025 ((no) Kongen av os, 2024), trad. Céline Romand-Monnier, 464 p.  (ISBN 978-2-073-06890-3)

### Recueil de nouvelles
- (no) Karusellmusikk, 2001
- De la jalousie, Gallimard, coll. « Série noire », 2022 ((no) Sjalusimannen og andre fortellinger, 2021), trad. Céline Romand-Monnier, 342 p.  (ISBN 978-2-0729-4686-8)Réédition Gallimard, coll. « Folio policier » no 1017, 2024, 336 p. (ISBN 978-2-07-304452-5)
- Rat island, Gallimard, coll. « Série noire », 2024 ((no) Rotteøya og andre fortellinger, 2021), 448 p.[16]

### Littérature d'enfance et de jeunesse

#### SérieProfesseur Séraphin[17]
- La Poudre à prout du professeur Séraphin, Bayard Jeunesse, 2009 ((no) Doktor Proktors prompepulver, 2007)  (ISBN 978-2-7470-2755-7)
- La Baignoire à remonter le temps, Bayard Jeunesse, 2010 ((no) Doktor Proktors tidsbadekar, 2008)  (ISBN 978-2-7470-2756-4)
- Le Professeur Séraphin et la Fin du monde (ou presque), Bayard Jeunesse, 2012 ((no) Doktor Proktor og verdens undergang. Kanskje., 2010)  (ISBN 978-2-7470-3684-9)
- (no) Doktor Proktor og det store gullrøveriet, 2012
- (no) Kan doktor Proktor redde jula?, 2016

## Adaptations

### Au cinéma
- 2011 : Headhunters (en norvégien : Hodejegerne)[18], film norvégien réalisé par Morten Tyldum, adaptation du roman Chasseurs de têtes, avec Aksel Hennie et Nikolaj Coster-Waldau. Un remake américain du film a été abandonné au profit d'une série télévisée co-produite par Lionsgate et HBO[19].
- 2011 : Arme Riddere, film norvégien réalisé par Magnus Martens, d'après un récit de Jo Nesbø
- 2014 : Doktor Proktors prompevulver, film norvégien réalisé par Arild Fröhlich, d'après le roman pour enfants éponyme de Jo Nesbø
- 2017 : Le Bonhomme de neige, film britannique réalisé par Tomas Alfredson, avec Michael Fassbender dans le rôle de l'inspecteur Harry Hole[20]. Le septième roman de Jo Nesbø, Le Bonhomme de neige (en norvégien : Snømannen), devait être porté à l'écran par Martin Scorsese[21], mais à cause d'un calendrier trop chargé, ce dernier s'est limité à n'être que l'un des producteurs exécutifs. Tomas Alfredson, choisi au printemps 2014, a réalisé le film[22], sorti au Royaume Uni et en Suède le 13 octobre 2017[23], le 20 novembre 2017 en France.
- 2024 : Killer Heat de Philippe Lacôte, film américain adapté de la nouvelle De la jalousie

### À la télévision
- 2005 : Deadline Torp, téléfilm norvégien réalisé par Nils Gaup, scénario signé par Jo Nesbø en collaboration
- 2015 : Occupied, série télévisée franco-suédo-norvégienne créée et scénarisée par Jo Nesbø, Karianne Lund et Erik Skjoldbjærg
- 2022 : Chasseurs de têtes série télévisée norvégienne